# Bill Johnson
Bill Jonhson (Texas, 16 de Dezembro de 1951) é um ator americano, mais conhecido pelo seu papel de Leatherface no filme The Texas Chainsaw Massacre 2. Para os fãs da série Ultima, de RPG, ganhou fama fazendo a voz do Guardião, o grande antagonista desta mítica série.

## Filmografia
- 1985 - Future Kill
- 1986 - The Texas Chainsaw Massacre 2
- 1988 - D.O.A.
- 1988 - Paramedics
- 1988 - Full Moon in Blue Water
- 1988 - Talk Radio
- 1997 - Redboy 13
- 1999 - Crosswalk
- 2005 - Fall to Grace
- 2005 - The Fantastic Escape